# استارایا واسیلیوکا
استارایا واسیلیوکا (به لاتین: Staraya Vasilyevka) یک منطقهٔ مسکونی در روسیه است که در باشقیرستان واقع شده‌است.